# The Third Album
The Third Album ist ein Musikalbum von Barbra Streisand.

## Geschichte
Nur ein Jahr nach ihrem ersten Album The Barbra Streisand Album erschien bereits ihr drittes Studioalbum. Das Album erschien im Februar 1964, einen Monat vor der Uraufführung des Musicals Funny Girl, in dem Barbra Streisand ihre erste Hauptrolle spielen sollte und als Broadwayschauspielerin ihren Durchbruch feiern konnte. Das Album war wieder ein Verkaufserfolg und erreichte den 5. Platz der Albumcharts. Außerdem erhielt Barbra Streisand auch für diese Platte eine Goldene Schallplatte der RIAA.

## Trackliste
1. „My Melancholy Baby“ (Ernie Burnett, George A. Norton, Maybelle E. Watson) – 3:02
2. „Just in Time“ (Betty Comden, Adolph Green, Jule Styne) – 2:16
3. „Taking a Chance on Love“ (Vernon Duke, Ted Fetter, John Latouche) – 2:34
4. „Bewitched, Bothered And Bewildered“ (Lorenz Hart, Richard Rodgers) – 2:54
5. „Never Will I Marry“ (Frank Loesser) – 2:27
6. „As Time Goes By“ (Herman Hupfeld) – 3:46
7. „Draw Me a Circle“ (Cy Young) – 2:15
8. „It Had to Be You“ (Isham Jones, Gus Kahn) – 3:46
9. „Make Believe“ (Oscar Hammerstein, Jerome Kern) – 2:41
10. „I Had Myself a True Love“ (Harold Arlen, Johnny Mercer) – 4:23

## Sonstiges
Das Schallplattencover zeigt ein Foto von Barbra Streisand, das während ihres Auftrittes in der Judy Garland Show im Oktober 1963 aufgenommen wurde. Der Fotograf war der Schauspieler Roddy McDowall.